# عالم فرحان
عالم فرحان مسلسل رسوم متحركة كندي أمريكي من إنتاج شركة اختراق للترفيه.

## وصلات خارجية
- عالم فرحان على موقع IMDb (الإنجليزية)
- عالم فرحان على موقع ميتاكريتيك (الإنجليزية)
- عالم فرحان على موقع روتن توميتوز (الإنجليزية)
- عالم فرحان على موقع قاعدة بيانات الفيلم (الإنجليزية)
- عالم فرحان على موقع ليتربوكسد (الإنجليزية)
- عالم فرحان على موقع كينوبويسك (الروسية)
- عالم فرحان على موقع قاعدة بيانات الفيلم (الإنجليزية)